# 狭叶红景天
狭叶红景天（学名：Rhodiola kirilowii）为景天科红景天属的植物。分布在缅甸以及中国大陆的陕西、青海、河北、四川、新疆、山西、西藏、甘肃、云南等地，生长于海拔2,000米至5,600米的地区，常生于山地多石草地上或石坡上，目前尚未由人工引种栽培。

## 别名
狮子七、狮子草、九头狮子七、涩疙瘩（秦岭植物志） 高壮景天（拉汉种子植物名称） 长茎红景天（植物分类学报增刊）

## 异名
- Rhodiola kirilowii (Regel) Maxim. var. latifolia S. H. Fu